# Лісова Річка
Лісова Річка (біл. Лесавая Рэчка) — річка в Столінському районі Берестейської області Білорусі, ліва притока річки Моства. Довжина 13 км. Починається за 6 км на північний схід від села Великі Вікаровичи, Гирло за 6 км на південний схід від села Хотамель. Тече лісистою заболоченою місцевістю, русло частково каналізоване.